# Gare de Shin-Kanuma
La gare de Shin-Kanuma (新鹿沼駅, Shin-Kanuma-eki) est une gare ferroviaire de la ville de Kanuma, dans la préfecture de Tochigi au Japon. La gare est exploitée par la compagnie Tōbu.

## Situation ferroviaire
La gare est située au point kilométrique (PK) 66,8 de la ligne Tōbu Nikkō.

## Histoire
La gare de Shin-Kanuma a été inaugurée le 1er avril 1929.

## Service des voyageurs

### Accueil
La gare dispose d'un bâtiment voyageurs, avec guichets, ouvert tous les jours.

### Desserte
- Ligne Tōbu Nikkō :
  - voies 1 et 2 : direction Shin-Tochigi, Tōbu-dōbutsu-kōen, Kita-Senju et Asakusa
  - voies 2 et 3 : direction Tōbu-Nikkō et Kinugawa-onsen